# Nick Covington
Nicholas Alan Covington, detto Nick (Little Rock, 23 agosto 1985), è un ex cestista statunitense.